# Laudatio florentinae urbis
Laudatio florentinae urbis (del latín: «Alabanza de la ciudad de Florencia») es un panegírico entregado por Leonardo Bruni (c. 1403-1404). El panegírico está modelado según la Panathenaic Oration de Elio Aristides, en particular con referencias a los valores de Florencia y las amenazas externas. Fue entregado por primera vez inmediatamente después de la victoria de Florencia sobre Milán.
El panegírico contiene contradicciones cronológicas con la otra oración de Bruni, Dialogi.
La datación exacta del discurso, como en otras obras de Bruni fechadas por Hans Baron, ha sido cuestionada por los críticos de Baron.  Algunas partes del panegírico empleado en su datación incluyen referencias a la «ocupación» de Bolonia —junio de 1402, o rumores de colusión entre Milán y Bolonia en 1399— y el desvanecimiento de Gian Galeazzo Visconti —m. 2 de septiembre de 1402— de la escena política de Milán.
Bruni reeditó el panegírico en la década de 1430, en una época en que el papa contemplaba la posibilidad de trasladar el Concilio de Florencia a otra ciudad; la reedición fue también contemporánea con el panegírico milanés de Pier Candido Decembrio, De Laudibus Mediolanesium Urbis Panegyricus (1436).